# Бененсон, Евсей Исаакович
Евсей Исаакович Бененсон (род. 23 августа 1923, Минск) — советский инженер-механик, конструктор, специалист в области турбостроения. Лауреат Ленинской премии (1966).

## Биография
В 1941—1942 служил в РККА, участник войны. В 1942—1943 годах — труженик тыла. Окончил Московский энергетический институт (1947).
С 1947 года работал на Уральском турбомоторном заводе: инженер-исследователь, инженер-конструктор, старший инженер, руководитель группы, зав. сектором, начальник отдела расчётов СКБ. С начала 1960-х начальник конструкторского бюро.
Лауреат Ленинской премии 1966 года за участие в разработке конструкции, освоении серийного производства и во внедрении в промышленность и энергетику теплофикационной паровой турбины Т-100-130.
Кандидат технических наук (1952).
С 1992 года жил в Израиле.